# XHSH-FM
Amor o Amor 95.3, cuyo indicativo es XHSH-FM, es una emisora de radio mexicana perteneciente a Grupo ACIR que transmite música contemporánea en español, especialmente la balada romantica . Transmite desde la Ciudad de México a través de la frecuencia 95.3 MHz de FM con 120 kW.

## Historia

### Radio Amistad
La historia de XHSH-FM comienza con una concesión otorgada el 14 de mayo de 1964 a Narciso Solís Huerta quien inició pruebas de transmisión con fines educativos. Al ser insostenible económicamente para él, el 8 de noviembre de 1968 decide vender la emisora al empresario radiofónico Fernando Ibarra López a través de su recién creada empresa FM Radio, S.A., quien más tarde adquiriría el nombre de Grupo ACIR, se hace de los derechos de licitación y explotación. A través de su nueva propietaria, la emisora comenzó transmisiones de manera oficial el 31 de agosto de 1970 bajo el nombre comercial de Radio Amistad, brindando un formato de música contemporánea en inglés y español de la década.
XHSH-FM se convierte formalmente en la segunda estación de Grupo ACIR, detrás de la frecuencia XEL-AM adquirida en 1964, y mantuvo el formato de Radio Amistad por más de una década, hasta que en 1986 se decide cambiar de formato para adaptarse al cambio generacional que se estaba experimentando.

### Estéreo Nova
En el mismo año que Radio Amistad cesa transmisiones, se decide intentar con un nuevo formato al que se denominó Estéreo Nova mismo que duró hasta 1988. El concepto se destacaba con la escucha de música juvenil que predominaba en la época. Géneros como el pop y rock en español y en menor medida, el Hi-NRG formaron parte de su repertorio. 
La estación contaba con una transmisión en simultáneo a través de la frecuencia 1260 AM en la Ciudad de México, donde en esta también se transmitía rock y pop en inglés.
Tras dos años de operaciones, el formato no tuvo el éxito requerido y se decide retomar el concepto de Radio Amistad, esta vez pasándose a llamar como Stereo Amistad.

### Stereo Amistad
Para finales de 1988, el formato de Radio Amistad volvió con el nombre de Stereo Amistad, esta vez bajo la dirección del reconocido locutor Romeo Herrera Hernández y a su vez estrenando la identificación de Tu estilo de sentir la música. Este cambio fue pensado para atraer tanto a los originales radioescuchas de Radio Amistad como a las nuevas generaciones. El repertorio de audio consistía en música contemporánea en español e inglés como lo fue en un inicio, pero también adicionando los géneros jazz y new age como nuevas propuestas. 
Para 1989, Grupo ACIR incorpora a la programación de la estación el noticiero radiofónico Informativo Panorama conducido por los reconocidos periodistas Guillermo Ochoa y Lourdes Guerrero, mismos que también formaban parte de los noticieros estelares de la cadena Televisa.
Para inicios de la década de los 90 la emisora no sufriría cambios significativos hasta poco después, alrededor de 1993, donde la balada pop en español entró en reemplazo de los géneros que se venían abarcando originalmente. El nombre de la estación se mantuvo hasta al menos al año siguiente.

### Mix 95.3
En 1994 cesan las transmisiones de Stereo Amistad y se da el salto al género de música contemporánea en inglés en su totalidad para intentar competir con Universal Stereo, estación propietaria de Grupo Radio Centro. El locutor Romeo Herrera se mantiene al frente del nuevo formato y nuevamente funge como responsable de la dirección creativa y musical.
Para 1995 y tras la venta de las estaciones XHM-FM 88.9, XHPOP-FM 99.3 y XHDFM-FM 106.5 que tenía en su propiedad Grupo ARTSA, Grupo ACIR adquiere en su totalidad los derechos y explotación de estas emisoras lo que provocó que hubiera cambios significativos en el formato de las mismas.
El noticiero Informativo Panorama se trasladó al XHM-FM, incorporándose a la programación de Azul 89 y Mix 95.3 se cambió definitivamente al XHDFM-FM, adquiriendo el nombre de Mix 106.5 donde reemplazó a Amor, concepto de música romántica que se venía transmitiendo en esa frecuencia.

### OK 95.3 y La Comadre
Una vez realizada la transición de Mix del 95.3 al 106.5, la estación entra en pruebas operativas para incursionar en el ámbito popular donde transmitir música regional mexicana. El nombre del proyecto se denominó OK 95.3 aunque este nombre no duraría mucho tiempo, reemplazándose rápidamente por La Comadre antes de iniciar operaciones.
La Comadre inicia transmisiones oficialmente el 24 de noviembre de 1995 y en su repertorio estaba el corte grupero y tropical, géneros muy populares en México, además de los ya conocidos estilos de cumbia y en menor medida, salsa. 
El formato se mantuvo durante casi año y medio donde casi al final de su existencia fue trasladada a la frecuencia XEFR-AM 1180, otra estación propietaria de Grupo ACIR, pero lamentablemente el concepto grupero de La Comadre no tuvo el éxito esperado debido a que no provocó el arraigo en la población, pero sobre todo porque en la misma banda de FM había dos estaciones del mismo género que ya estaban consolidadas, lo que era difícil competir contra ellas.
Para 1997 se decide dejar de transmitir definitivamente, obligando a buscar otra idea musical.

### Inolvidable
Al desaparecer La Comadre, ACIR retoma de inmediato la música contemporánea en español que se transmitió en los últimos meses de vida de Stereo Amistad y en ese mismo año lanza Inolvidable. Su enfoque era principalmente era el género pop y balada romántica donde se parecía un poco a lo ya visto por Amor 106.5, aunque se intentaba diferenciar de una estación a otra.
Inolvidable marcó una estabilidad en la estación que no se veía desde Radio Amistad y dicho formato se mantuvo hasta 2002, tiempo en donde cambió de nombre nuevamente.

### La Nueva Amor y Amor 95.3
Para 2002 y tras el éxito de Inolvidable, Grupo ACIR decide fusionar el formato anterior con Amor 106.5 y lo renombra como La Nueva Amor. Dicho concepto buscaba diferenciarse del viejo formato que se transmitía en 106.5 y además adicionando nuevos conceptos para atraer más radioescuchas.
Para 2004 se decide dejar de usar La Nueva Amor y pasa a ser conocida simplemente como Amor o Amor 95.3. Entre los cambios además del nombre, fue la incorporación de un espacio musical dedicado exclusivamente a las canciones de Luis Miguel. donde en un inicio era transmitido en un horario de 7 a 8 de la noche de lunes a viernes, para luego cambiarlo en 2005 de 9 a 10 horas y nuevamente trasladarlo a su horario original en 2006, donde en la actualidad se mantiene sin cambios. Dicho programa musical es conducido por los distintos locutores de la estación de la Ciudad de México y debido al éxito, fue replicado en las distintas emisoras de Amor a nivel nacional.
Para 2007 la empresa disquera y el mismo cantante declararon que Amor es la 'única estación oficial de Luis Miguel', misma que a su vez otras estaciones competidoras, como Stereo Joya 93.7 propiedad de Grupo Radio Centro, han intentado sin éxito replicar el mismo concepto con otros artistas.
En la actualidad, el formato de Amor sigue vigente y se considera como la sexta estación con más audiencia dentro de la radio mexicana, donde su concepto es enfocado a personas mayores de 25 años donde su audiencia principalmente son mujeres debido al tipo de contenido que se emplean.